# Неугомонный
«Неугомонный» (там. அஞ்சான்; Anjaan) — индийский боевик на тамильском языке, снятый режиссёром Н. Лингусвами. Премьера фильма состоялась 15 августа 2014 года в день независимости Индии. Главные роли исполнили Сурья Шивакумар и Саманта Рут Прабху. По итогам проката фильм был признан едва окупившим затраты.

## Сюжет
Хромой парень по имени Кришна прибывает на поезде из Каньякумари на вокзал в Мумбаи. Он, нанимает таксиста Раджа, чтобы ездить по городу в поисках своего старшего брата Раджу. Раджа пытается узнать о Кришне, но не может получить от него никаких подробностей. Кришна заставляет Раджу отвезти его в клуб, где он пытается встретиться со старым соратником Раджу по имени Амар, который является очень известным гангстером, но терпит неудачу. Затем он встречает пьяного старика по имени Раджив, который подслушал его разговор с приспешником Амара, и тот рассказывает Кришне, что Раджу Бхай — могучий и опасный преступник.
Кришна уходит и видит, что Амар пытается остановить его, услышав тот факт, что Кришна — младший брат Раджу. Из-за повреждений машины таксист больше не желает возить Кришну, но ему приходится. Когда мальчик, живущий на улицах, крадет ноутбук Кришны, а Раджа рассказывает тому, что он не сможет его вернуть. Но в этот момент воришка возвращает украденное, испугавшись после того, как увидел фото Раджу-бхая на рабочем столе. Затем Кришна встречает Дж. К., старого врага Раджу, и тот рассказывает о своем опыте с Раджу-бхаем. Он говорит ему, что Раджу мог убить его, но пощадил его жизнь. Он рассказывает Кришне о другом близком друге Раджу по имени Карим-бхай. Кришна, наконец, встречается с Каримом-бхай, и тот говорит Кришне, что Чандру, ещё один мощный преступник, является неразлучным другом и партнером в преступлениях Раджу.
Их главными приспешниками являются Амар, Джонни, Раджив, Джеки и Манодж. Карим-бхай — их личный и близкий друг. Новый комиссар полиции планировал очистить город и убить нескольких приспешников банды Раджу и Чандру. Раджу остановил его, похитив дочь комиссара, Дживу с её свадьбы и удерживая её в качестве заложника или гостя на один день. Полиция хотела нанести ответный удар по Раджу и Чандру, но была против того, чтобы делать это до тех пор, пока не придут его родственники. Когда Раджу собирается вернуть её на свадебную церемонию, она говорит ему, что на самом деле она не хочет выходить замуж, потому что она никого не любит. Она попыталась посмотреть фильм в кинотеатре вместе с Раджу, но в конце концов он отвел её обратно, потому что она смотрела фильм «Ченнайский экспресс» пять раз. Она влюбляется в него, а он сначала отвергает её, но позже отвечает взаимностью.
Однако комиссар полиции позже наносит ответный удар банде Раджу и Чандру, заставляя его отвергнуть Дживу, просто чтобы сохранить дружбу с Чандру, поскольку он подозрительно относился к ней, думая, что он мог бы рассказать ей о своей банде. Все идёт хорошо, пока они не призвали гнев Имрана-бхая, который является более крупным и мощным преступником, чем они, и которого они оба лично встречали на собрании. Имран хвалит Раджу и Чандру за свою работу, но также предупреждает, что если они встанут на его пути или на его позицию, он будет стрелять и убивать на них, как свиньи. Он злится и расстраивается по этому поводу. На следующий день Раджу даёт Чандру сюрприз, захватив Имрана. Он в восторге от этого и даёт Раджу другой сюрприз, заставив его новую машину. Затем он видит внутри Дживу. Чандру говорит ему, что он дал ему сюрприз и говорит ему, чтобы он держался подальше в течение семи дней с Дживой в отпуске.
Комиссар полиции зовет Раджу рассказать о Дживе, только чтобы он признался в его любви к ней, оставив полицейского комиссара ничего не говорить, потом они взрывают. Однако Раджу и Джива были атакованы некоторыми приспешниками и были вынуждены вернуться. Он попытался позвонить Чандру, в котором Амар ответил на него, пока линия не закончилась. Возвращаясь, он видит, что его убили ужасно. Разочарованный и разгневанный Раджу отправляется на поиски убийц, но его убивает Амара на мосту, где его тело упало в воду. Затем Амар позвонил Имрану и сказав ему, что убил его. Кришна становится очень обеспокоенным. В то же самое время он приезжает в штаб-квартиру службы такси Карима и начинает избивать одного из таксистов за то, что он не дал ему ни своих приспешников. Но вдруг приспешники Кришны встретились в баре, где они увидели его и рассказали об этом Амару. Он уже узнал, что Кришна искал его.
Он взял свой ноутбук и насмехался над ним, говоря, что он убил Раджу и показал тот самый пистолет, который он использовал, чтобы убить его. Затем Амар попытался убить Кришну, используя своих приспешников, пытаясь спасти Карима от беспомощности, чтобы спасти его, только для Кришны, чтобы избить и убить приспешников Амара, чтобы убить его, а также двух других прихвостней. Затем в конечном итоге выясняется, что «Кришна» — это не кто иной, как Раджу-бхай, который жив и очень хорошо выглядит совершенно по-другому, что его старый прочный взгляд, если у него есть зубочистка, что часто делает Раджу-бхай. Затем он сражается с его приспешниками и убивает его. Раджу решает продолжать делать вид, что он «Кришна», чтобы поймать убийцу Чандру. Карим обещает помочь, сохранив его тайну и отдав ему место жительства или убежище в своем собственном доме, а также сообщив Раджу, что в тот день, когда Чандру умер, между ним и Джо был запланирован. Он также раскрывает одного человека, который не с бандой для встречи с Джей Кей.
Затем он отправляется на поиски Джей Кей на стадионе для скачки. Джеки убежал от Раджу, заметив, что он последовал за ним, и переодетый, как инвалид, только узнал его личность, когда он достал цепное ожерелье, которое покрыто под рубашкой. Джеки слезно умоляет его, что он невиновен и показывает, что Джонни сказал ему не идти с ними в день встречи, не объясняя почему. Джей кей попытался позвонить Раджу, Раджу не смог ответить на него. Итак, он позвонил Чандру, но Джонни ответил на это. Испуганный и зная что-то не так, Джеки убежал из своего дома. Затем Раджу находит Джонни на стоянке в торговом центре, используя свою подругу-проститутку Синдху и берет своих приспешников в очень короткой работе на стоянке. Сначала Джонни не узнал его, пока он не раздвинул воротник своей рубашки. Джонни пытается приколоть все на Джеки, только чтобы противостоять ему.
Джонни был вынужден показать, что в день встречи, которая проходила в гостинице, в то время как Чандру, Амар, Джонни и Манодж ждали Джей Кея, у Чандру произошла смена сознания о встрече, которая раньше хотела сделайте это с Раджу и решите сделать это еще один день, когда Раджу будет здесь. Дверной звонок колебался, и Чандру подумал, что это Джикей, только для того, чтобы он был раскрыт как Имран и его приспешники. Они держат Чандру, Амара, Джонни и Маноджа в качестве заложников и хотели, чтобы он позвонил Раджу и заставил его приехать сюда. Чандру дал им шанс убить его, а не убить Амара, Джонни и Маноджа. Это привело к быстрому и короткому обмену между приспешниками Чандру и Имрана, в которых выиграл Чандру. Он собирался убить Имрана, только чтобы его схватили Амар, Джонни и Манодж.
Они вместе с Имраном замышляли предать и убить Чандру и Раджу, и он обещает им, что они могут стать очень могущественными донками, как и рядом с ним, в управлении улицами и всем городом Мумбаи. Когда Раджу попытался позвонить Чандру, Амар ответил на его месте, не осознавая, что происходит с Чандру. Он, издеваясь над Имраном над ответами Амара в сторону Раджу в разговоре по мобильному телефону, он в конечном итоге нарушил свой мобильный телефон, сократив и отменив звонок Раджу. Имран убил Чандру, несколько раз ударив его ножом. Прежде чем он умрет, он предупреждает всех приспешников Имрана, Амара, Джонни и Маноджа, что Раджу вернется и убьет их всех. Неудачный и расстроенный он убивает Джонни. Затем он начал охотиться на Маноджа, который теперь является могучим преступником и бизнесменом, управляющим успешной корпорации в Мумбае в своей компании и его приспешниках, в то время как он находится вдали от Индии.
Когда он вернулся, услышав об нападении и смерти Амара и Джонни, он приказывает своим приспешникам убить того, кто несет ответственность за это. Затем он установил, что Раню ранее пытался посетить его в своем кабинете здания своей компании, замаскированного под Кришну в последнюю неделю. Он видит в кадре своей камеры безопасности, что Раджу снова вернулся в здание своей компании, и Маноджа приказал своему помощнику привести его в свой кабинет. Маноджа, думая, что Раджу — это «Кришна», и рассказал ему некоторые важные сведения о Раджу, такие как наличие зубочистки во рту, развернутый воротник на его рубашке и шрам на правой бровях, а его приезд в Мумбаи — это отходы времени и что Раджу «мёртв», не подозревая, что он все еще жив, и стоит перед ним, замаскированным под «Кришну». Имран позвонил ему на свой мобильный телефон, и Маноджа поговорил с ним, говоря о том, что его день рождения проходит на большом отель, который Раджу услышал и принял к сведению его, все время для Маноджа объяснять Имрану о «Кришне».
«Кришна» говорит Маноджу, что Раджу жив и находится в своем здании, заставляя его отправить своих приспешников, чтобы обыскать его компанию, которая строила вокруг него, в то время как он держал «Кришну» под дулом пистолета. Затем Раджу раскрывает свою личность, раскрывая все отмеченные подробности, которые Маноджа указал на него раньше и победил его и его приспешников. Раджу убивает всех приспешников и собирался убить его, но он пытается заставить Раджу сэкономить свою жизнь, предложив сделку, чтобы быть успешной в жизни. Раджу, кажется, соглашается, но он закончил удары Маной в лицо и все время отказывался от своей сделки, сердито убивая его, стреляя в голову своим оружием. Раджу, убив всех предателей своих бывших отрядов банд назад к Кариму, он всё ещё думает, что он «Кришна».
После принятия ванны Раджу вручает полотенце дочери Карима, которая ему напоминает Дживу. Затем он вспомнил, что Раджу, Чандру и Джива пошли на концерт, который закончился, но, используя свое влияние и дружив с владельцем концертного комплекса. Сначала Гуру Шастри, руководитель музыкальной группы, выступающие на концерте, отказывается играть для них, учитывая тот факт, что Раджу и Чандру являются преступниками, но принимает, когда Чандру указал, что Раджу и Джива — возлюбленные, а Джива захотела увидеть этот концерт. К сожалению, музыка Гуру Шастри оказалась ужасной, когда Раджу, Чандру и Джива покинули концертный зал.
Затем прошел парад с очень хорошей музыкой, и все они танцевали для него весело и на праздновании. Именно там Джива понимает дружбу между Раджу и Чандру. Затем Раджу попытался убить Имрана на его вечеринке по случаю дня рождения, только чтобы потерпеть неудачу, когда выяснилось, что Имран не в Индии, но находится в Дубае, проводя прямой трансляции в отеле своего дня рождения. Он также показывает, что он знает, что Раджу все еще жив и угрожает убить его. Приспешники Имрана обыскали повсюду Раджу, в том числе и в отеле, где он арендовал комнату. Тогда приспешники Имрана пришли в дом Карима и обыскали везде Раджу, но его там нет. Поэтому они похищают дочь Карим, чтобы держать ее в качестве заложника, чтобы заставить Раджу прийти к ним.
Когда Раджу и Карим пришли туда, ему сказали, что его дочь похищена. Когда Раджу готовит план спасения, сам Карим показывает ему, что его дочь не была похищена, но это был не кто иной, как Джива. Она, зная, что он жив, потому что его «тело» никогда не видели и зная, что вернется в Мумбаи, решает подождать его, пока он не закончит свои поиски мести Имрану за смерть Чандру, понимая, насколько он имел в виду. Раджу отправился на место, победил приспешников и получил Дживу, у которой левая рука была ранена лидером приспешников, используя его сигарету, чтобы быть уверенной в том, что ее увезет Карим, убивая всех, включая лидера, который, прежде чем умереть, основал Дживу, был любовником Раджу, потому что на левой руке была замечена татуировка имени Раджу на ней, которую она получила в то время, когда она и Раджу взорвались.
К сожалению, он попал в список лучших четырех приспешников Имрана и был убит им лицом к лицу. Он собирался убить Раджу тем же самым ножом, который он использовал, чтобы убить Чандру, только чтобы держать под прицелом своих главных приспешников, которые теперь из них. Раджу показывает, как Имран заставил Амара, Джонни и Маноджа предать его и Чандру, он использовал оставшихся приспешников Имрана, чтобы предать его, сделав им аналогичную сделку, которую он сделал Амару, Джонни и Маною. Когда один из них остается верным Имрану, а остальные трое решили предать его, один из трёх, главным образом станет лидером банды, убил верного. Раджу схватил нож Имрана от него и убил очень точно, как он убил Чандру, но он понимает, что его судьба запечатана до его смерти.
Исполняя свою месть за смерть Чандру, прихвостня решает расчистить убийство Имрана и попросить Раджу уйти, только для него, чтобы скрестить всех их и убить их пистолетом. Раджу воссоединяется с Дживой, и они оба уезжают из Мумбаи, пока не натыкаются на Раджи, который заметил, что «Кришна» никогда не находил его, но вместо этого он нашел красивую девушку Дживу. Когда он увидел, что «Кришна» идёт без костыля, он спрашивает его о нём, только для него, чтобы показать свою истинную личность как Раджу-бхая, имея зубочистку во рту, в результате чего Раджа потрясен. Раджу и Джива с радостью покидают Мумбаи.

## В ролях
- Сурья Шивакумар — Раджу-бхай / Кришна
- Саманта Рут Прабху — Джива, возлюбленная Раджу
- Видьют Джамвал[англ.] — Чандру-бхай, лучший друг Раджу
- Сури[англ.] — Раджа, таксист
- Манодж Баджпаи[англ.] — Имран-бхай
- Мурали Шарма[англ.] — Джонни, бывший сообщник Раджу
- Четан Хансрадж[англ.] — Манодж, бывший сообщник Раджу
- Джо Маллури[англ.] — Карим-бхай, владелец таксопарка
- Асиф Басра[англ.] — пьяница Раджив
- Далип Тахил[англ.] — Джей Кей
- Бикрамджит Канварлал[англ.] — комиссар, отец Дживы
- Санджана Сингх[англ.] — Синдху, подружка Джонни
- Брахманандам[англ.] — Гуру Шастри, музыкант
- Читрангада Сингх[англ.] — танцовщица в песне «Sirippu En»
- Марьям Закария — танцовщица в песне «Bang Bang Bang»

## Производство
В июле 2012 года появились сообщения, что Сурья согласился на новый проект Лингусами, который будет выпущен под баннером режиссёра наряду с такими проектами как «Двое» и «Львиное сердце 2». После выхода обоих фильмов, сообщалось, что Сурья будет одновременно работать с Лингусами и в проекте Гаутама Менона под названием Dhruva Natchathiram, главную роль в котором режиссёр отдаст Викраму. Первоначально появились слухи, что фильм будет называться Mumbai Rowdy, но сам режиссёр это опроверг. Позже он объявил, что съёмки начнутся в середине ноября 2013 года. Сценарий переписывался несколько раз. Съёмки начались 20 ноября 2013 года без названия. За несколько дней до съёмок была сделана фотосессия с участием Сурьи под руководством фотографа Венкатрама. В январе 2014 года объявили, что фильм будет называться Anjaan.
В начале ноября 2013 года на роль антагониста согласился Видьют Джамвал, для которого этот фильм стал третьим тамильским в карьере, к касту также присоединился ещё один актёр Манодж Баджпай, известный по хинди-язычным проектам. На небольшую роль также согласился болливудский актёр Далип Тахил. В январе 2014 года к актёрскому составу присоединилась Саманта Рут Прабху. В марте 2014 года на съёмки дал согласие известный в штате комик Сури, до этого на роль претендовал другой комик Вивек, отказавшийся из-за не совпадении дат с другим фильмом Vai Raja Vai, в котором он участвовал. Первоначально исполнять танец в первом item-номере претендовала Сана Хан, которая затем отказалась ради промо-кампании фильма Jai Ho. Вместо неё была приглашена актриса и танцовщица иранского происхождения Мариам Закария. На другой item-номер согласилась хинди-язычная актриса Читрангада Сингх. До неё на место танцовщицы претендовали Сонакши Синха, отказавшаяся из-за занятости на съёмках тамильского фильма Lingaa, и Карина Капур, также отказавшаяся из-за занятости и незнания тамильского языка.
Видео на песню «Sirippu En» было снято в марте 2014 года, а саму песню записали в июне того же года во время финальной части съёмок на Гоа. В декабре 2013 года в районе Боривали был снят видео на заглавную песню «Bang Bang Bang». Первая часть съёмок закончилась в январе 2014 года. Третья часть съёмок началась 5 марта 2014 года там же в Мумбаи. Во время выполнения трюковой сцены на съёмках Сурья повредил ногу.

## Саундтрек
Песня «Ek Do Theen» стала для Сурьи дебютом в качестве певца.
Полноценная презентация саундтрека была запланирована на 22 июля 2014 года в Chennai Trade Centre. Однако в тот день были презентованы только две песни «Bang Bang Bang» и «Ek Do Theen», а сам альбом был выпущен в онлйан-платформах и магазинах штата на следующий день, 23 июля, в день рождения Сурьи. Презентация телугу-язычной версии саундтрека состоялась 31 июля того же года в Хайдарабаде в комплексе Shilpakala Vedika при участии Аллу Арджуна, Аккинени Нагарджуны и известного режиссёра С. С. Раджамаули. Также на презентации должны были присутствовать Камал Хасан и Пунит Раджкумар, которые отказались в последний момент.
| №  | Название         | Исполнители                      | Длительность |
| -- | ---------------- | -------------------------------- | ------------ |
| 1. | «Bang Bang Bang» | Ранджит                          | 4:11         |
| 2. | «Oru Kan Jaadai» | Бенни Дайял, Швета Пандит        | 4:23         |
| 3. | «Ek Do Theen»    | Сурья, Андреа Джеремия           | 3:57         |
| 4. | «Kaadhal Aasai»  | Юван Шанкар Раджа, Сурадж Сантош | 5:04         |
| 5. | «Sirippu En»     | М. М. Манаси                     | 4:39         |

В сцене разговора между Радху-бхая и Сидху звучит песня «Fevicol Se» из фильма Dabangg 2.